# Eustala panamana
Eustala panamana là một loài nhện trong họ Araneidae.
Loài này thuộc chi Eustala. Eustala panamana được Arthur Merton Chickering miêu tả năm 1955.